# Isojärvi (sjö i Finland, Birkaland)
Isojärvi är en sjö i Finland. Den ligger i Ruovesi kommun i landskapet Birkaland, i den södra delen av landet, 200 km norr om huvudstaden Helsingfors. Isojärvi ligger 96,5 meter över havet. Arean är 75,9 hektar och strandlinjen är 5,97 kilometer lång. Sjön  ingår i Kumo älvs huvudavrinningsområde.   I omgivningarna runt Isojärvi växer i huvudsak blandskog.